# Молинело Сопра (Мантова)
Молинело Сопра је насеље у Италији у округу Мантова, региону Ломбардија.
Према процени из 2011. у насељу је живело 30 становника. Насеље се налази на надморској висини од 41 м.